# Тозил
Тозил (сокращенно Ts или Tos) имеет молекулярную формулу п-CH3C6H4SO2. Эта группа обычно вводится с помощью тозилхлорида (TsCl). Обычно сульфогруппа имеет пара-ориентацию (см. рисунок), и под тозилом понимают п-толуолсульфанильную группу.
Тозилат — анион п-толуолсульфоновой кислоты (п-CH3C6H4SO3−), обозначается как TsO−. Под тозилатами также понимают сложные эфиры п-толуолсульфоновой кислоты.

## Применение
Тозилаты очень хорошо вступают в реакцию SN2, без образования побочных продуктов. В алкилтозилаты могут быть легко переведены спирты в реакции с тозилхлоридом. В ходе реакции, свободная электронная пара кислорода молекулы спирта атакует атом серы тозилхлорида, замещает собой хлор и образует тозилат с сохранением оптической конфигурации исходного спирта. Этот факт обуславливает высокую важность тозильной группы, так как гидроксильная группа в реакции SN2 уходит с трудом, в отличие от тозильной.
Тозильная группа также используется в качестве протекторной в органическом синтезе. Например, гидроксильная группа переводится в тозилатную, а на финальных стадиях синтеза ее гидролизуют обратно в гидроксильную. Такое применение она нашла в синтезе препарата толтеродин, в котором на одной из стадий фенольная группа защищается тозильной, а спиртовая — нозильной. Затем тозильная группа отщепляется действием щелочи, а нозильная замещается диизопропиламином:
Также тозил применяется для защиты аминогруппы. Получающийся сульфонамид обладает высокой стабильностью. Аминогруппа может быть депротектирована с помощью восстановителей или сильных кислот.

## Родственные вещества
На тозилаты очень похожи нозилаты и брозилаты, представляющие собой соответственно п-нитробензосульфонаты и п-бромбензосульфонаты.